# ليسبيديزا كبيرة القلم
الليسبيديزا كبيرة القلم (باللاتينية: Lespedeza macrostyla) نوع نباتي يتبع جنس الليسبيديزا من الفصيلة البقولية المعروفة بقدرتها على تثبيت النيتروجين الجوي من خلال بكتيريا المستجذرة.

## الوصف النباتي
قلم الزهرة كبير.